# Gwiazdozbiór Mikroskopu
Mikroskop (łac. Microscopium, dop. Microscopii, skrót Mic) – niewielki i mało wyraźny gwiazdozbiór nieba południowego, jeden z kilkunastu, jakie w latach 1752–1763 wprowadził francuski astronom, kartograf i duchowny Nicolas-Louis de Lacaille, badacz południowej półkuli nieba. Pierwszy raz pojawił się na mapach nieba w 1756 roku, a następnie w roku 1801 został umieszczony w dziele „Uranographia” Johanna Bodego. Słabo świecące gwiazdy konstelacji, leżącej między Strzelcem i Rybą Południową, wyobrażają wczesny model mikroskopu optycznego, doniosły wynalazek przełomu XVI i XVII wieku. W Polsce w lecie widoczna jest jego północna część. Co do wielkości jest zaledwie 66. konstelacją na niebie. Liczba gwiazd dostrzegalnych nieuzbrojonym okiem: około 20.

## Mity i legendy
Konstelacja, podobnie jak Teleskop, powstała z inicjatywy de Lacaille’a. Podczas swojej wizyty w obserwatorium na Przylądku Dobrej Nadziei w latach 1751–1752 ojciec de Lacaille zebrał jako pierwszy blade gwiazdy Mikroskopu w jedną konstelację. Nazwa upamiętnia wynalezienie mikroskopu; odkrycia dokonał pod koniec XVI wieku Holender Zacharias Janssen, produkujący okulary. W celu stworzenia gwiazdozbioru Lacaille musiał „obrabować” z kilku gwiazd sąsiednią konstelację Ryby Południowej.

Później z kolei Johann Bode „skradł” kilka gwiazd z Mikroskopu, by stworzyć własną konstelację Globus Aerostaticus (Balon Powietrzny), którą zamieścił w swojej Uranographii w roku 1803, ale taka grupa nigdy się nie przyjęła.

Wielu obserwatorów amatorów twierdzi, że Mikroskop jest największym hołdem dla zamiłowania Lacaille’a do mniej ekscytujących gwiazd. Niewiele jest ciemniejszych, mniejszych i bardziej niepozornych grup gwiazd niż Mikroskop, nawet pośród tych gwiazdozbiorów, które stworzył. Ponieważ Mikroskop jest względnie nowym wynalazkiem, nie istnieją opowieści mitologiczne związane z tym gwiazdozbiorem.

## Gwiazdy Mikroskopu
Główne gwiazdy tworzą na południe od Koziorożca odwróconą, lekko skrzywioną literę L. Wszystkie są piątej wielkości lub ciemniejsze, a cała grupa niewiele przypomina mikroskop.
- Najjaśniejsza – Gamma Microscopii (γ Mic), jedna z gwiazd „pożyczonych” przez Lacaille’a z Ryby Południowej. To żółty olbrzym typu G6 mający około 2,5 masy Słońca i 64 razy jaśniejszy od niego. Obecnie zbliża się do końca swojego życia, świecąc dzięki syntezie jąder helu, a nie wodoru jak wtedy, gdy był jeszcze karłem typu B. Obserwowanie ruchu gammy, która oddala się od nas z szybkością 15 km/s, nasuwa ciekawą myśl – gwiazda ta oddala się po bliskim kontakcie ze Słońcem. Teraz jest gwiazdą piątej wielkości, ale 3,5–3,8 miliona lat temu znajdowała się w odległości zaledwie sześciu lat świetlnych od Słońca i świecąc na ziemskim niebie z wielkością gwiazdową –3m, musiała olśniewać praludzi. Gwiazda znajduje się relatywnie blisko – w odległości około 229 lat świetlnych. Jej ruch względem innych gwiazd wskazuje na przynależność do gwiazd Grupy Ruchomej Wielkiej Niedźwiedzicy[1][4].
- Druga co do jasności to Epsilon Microscopii (ε Mic), karzeł o białej barwie.
- Trzecia to Theta1 Microscopii (θ1 Mic). Drugi element tego układu, θ2 Mic, jest w istocie również układem podwójnym składającym się z gwiazd o jasnościach 6,4 i 7,0m[4].
- Alfa Mikroskopu to najbardziej interesująca gwiazda podwójna (optycznie) w tym gwiazdozbiorze. Żółta gwiazda piątej wielkości ma blisko siebie bladego towarzysza, którego łatwo dostrzec za pomocą 15-centymetrowego teleskopu[1]. Gwiazda znajduje się w odległości około 380 lat świetlnych[4].
- AU Mikroskopu to młodziutka gwiazda mająca zaledwie 12 mln lat, otoczona jest bardzo pylistym dyskiem – pozostałością po zderzeniu komet i planetoid krążących wokół niej[1].

Z gwiazd słabszych warto zwrócić uwagę na gwiazdę rozbłyskową AX Microscopii. Jej typowa jasność to 6,67m, a jej pojaśnienia są najsilniej obserwowane w ultrafiolecie. Mimo to zdarzają się nie częściej niż raz na dobę, a ich amplituda wynosi nie więcej niż 0,1m. Gwiazda została odkryta przez Nicolasa Louisa de Lacaille’a, stąd jej oznaczenie Lacaille 8760. AX Mic jest najjaśniejszym znanym czerwonym karłem, odległym od Słońca o zaledwie 12,9 lat świetlnych.

## Interesujące obiekty
Gwiazdozbiór leży daleko od Drogi Mlecznej i poza kilkoma galaktykami, z których większość jest blada i mała, ma niewiele do zaoferowania obserwatorom amatorom. Nie ma obiektów z katalogu Messiera. Najjaśniejsze obiekty to galaktyki spiralne NGC 6925 i NGC 6923. NGC 6925 jest najjaśniejsza, a więc i najłatwiejsza do zaobserwowania przez 20-centymetrowy teleskop. Wygląda jak mały mglisty owal z dużym jaśniejszym centrum.